# Gustaf Lindblom
Gustaf Lindblom, né le 3 décembre 1891, mort le 26 avril 1960, est un ancien athlète suédois.

## Jeux olympiques
- Jeux olympiques d'été de 1912 à Stockholm  Suède:
  -  Médaille d'or en Triple Saut.